# ماثيو أوتن
ماثيو أوتن (بالهولندية: Matthew Otten)‏ مواليد 8 ديسمبر 1981 في لاس فيغاس، هو مدرب كرة سلة أمريكي ولاعب سابق. بدأ مسيرته الاحترافية في سنة 2004. يدرب نادي دين بوش لكرة السلة. يبلغ طوله 6 قدم 5 بوصة (2.0 م). اعتزل اللعب في 2015.

## المسيرة الاحترافية
لعب مع أبولون ليماسول من سنة 2004 إلى 2006، ثم لعب مع تشيشير فونيكس في موسم 2006–2007، ثم لعب مع ميرسي تايغرز في موسم 2011–2012.

## الإنجازات
- الدوري الهولندي لكرة السلة (1): 2009–10

## روابط خارجية
- ماثيو أوتن على موقع الدوري الأوروبي لكرة السلة (الإنجليزية)
- ماثيو أوتن على موقع كرة السلة الأوروبية.كوم (الإنجليزية)
- ماثيو أوتن على موقع ريلجم (الإنجليزية)
- ماثيو أوتن على موقع بروبوليرز (الإنجليزية)
- ماثيو أوتن على موقع سبورتس رفرنس (الإنجليزية)